# Kettenbrücke (Bauform)

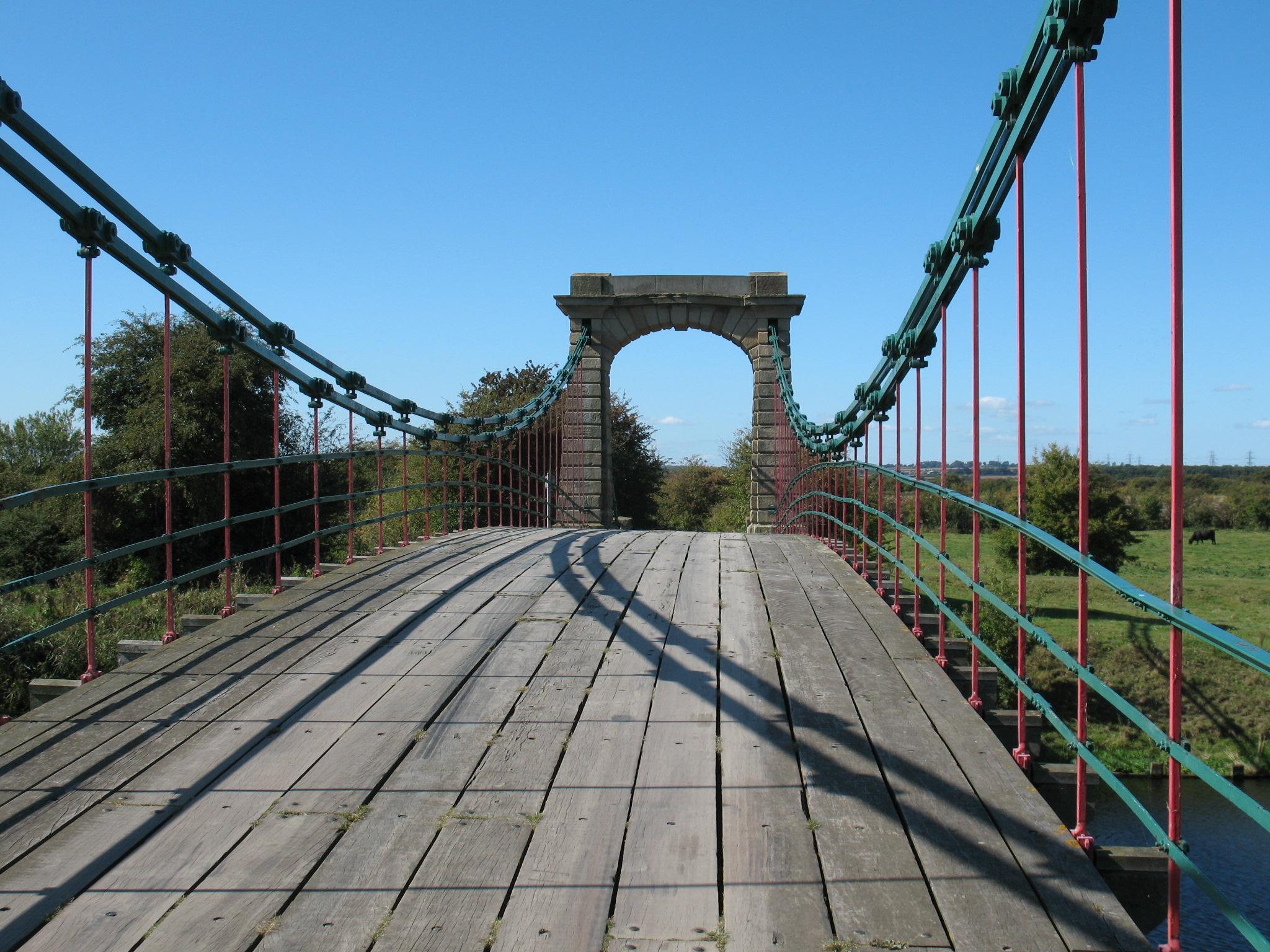
Horkstow Bridge, England

Eine Kettenbrücke ist eine heute praktisch nicht mehr verwendete Bauform einer Hängebrücke, bei der nicht Drahtseile, sondern Augenstäbe oder Ketten verwendet werden, um das Brückendeck zu tragen.

## Sprachgebrauch
Der Sprachgebrauch unterscheidet meist nicht, ob es sich im technischen Sinn um eine Hängebrücke handelt, bei der die Ketten an den Spitzen der Pylone befestigt sind und mittels senkrechter Hänger das fast waagerechte Brückendeck tragen, oder ob es sich um eine der Seilbrücke ähnelnde Kettenbrücke handelt, bei der das regelmäßig nur für Fußgänger vorgesehene Brückendeck auf den Ketten liegt und damit die gleiche durchhängende Kurve wie die Ketten beschreibt.
Der Sprachgebrauch ist außerdem insofern irreführend, als immer von Kettenbrücken gesprochen wird, obwohl nur bei den frühen tibetischen und chinesischen Brücken tatsächlich (speziell für diesen Zweck angefertigte) Ketten verwendet wurden, während bei den ab dem frühen 19. Jahrhundert in Europa gebauten Brücken die Kettenglieder aus Augenstäben (längeren Eisen- bzw. später Stahlstäben oder -stangen) bestanden, die mittels Augen und Bolzen beweglich miteinander verbunden waren.

## Beschreibung

### Bauarten
Man kann Kettenbrücken – ebenso wie Hängebrücken – einteilen in
- „Echte“ Hängebrücken, bei denen die Ketten über Pylone gehängt und der Fahrbahnträger an diesen Ketten gehängt wird, wobei die Tragketten außerhalb der Pylone und mit erheblichem Abstand zu ihnen in großen Ankerblöcken verankert werden. Da die Zugspannung der Ketten von der Erdverankerung aufgenommen wird, bleibt der Fahrbahnträger davon unbelastet und kann sehr leicht ausgeführt werden. Die Mehrzahl der Kettenbrücken sind solche „echten“ Hängebrücken. Bekannte Beispiele sind Thomas Telfords Menai-Brücke zur Insel Anglesey, die nach den Plänen von Isambard Kingdom Brunel gebaute Clifton Suspension Bridge in Bristol oder die Széchenyi-Kettenbrücke in Budapest.
- „Unechte“ Hängebrücken, bei denen die über die Pylone gehängten Ketten nicht im Baugrund verankert, sondern an den Enden des Fahrbahnträgers befestigt sind, so dass sich die Zugspannung der Tragketten dort als Druckkraft auf den Fahrbahnträger auswirkt, der dementsprechend kräftig ausgebildet sein muss. Diese Variante kam nur selten zum Einsatz bei so nachgiebigem Baugrund, dass Ankerblöcke den Zugkräften auf Dauer nicht standgehalten hätten. Beispiele sind die 1910 eröffnete Mühlentorbrücke in Lübeck als wohl erste selbstverankerte Kettenbrücke, die Deutzer Hängebrücke von 1915, die 1924–1928 gebauten, nahezu identischen Three Sisters in Pittsburgh, Pennsylvania, USA und die 1937 eröffnete zweite Reichsbrücke in Wien.
- Historische Kettenbrücken, bei denen mehrere Ketten parallel nebeneinander an meist steilen und hohen Ufern oder in massiven, gemauerten Widerlagern verankert werden. Auf diesen durchhängenden Ketten werden Bretter befestigt, die den Gehweg bilden; regelmäßig wird aus höher angebrachten Ketten ein Geländer gebildet. Ein Beispiel für diese Bauart ist die chinesische Luding-Brücke.
- Sonderformen, wie die Tower Bridge, bei der anstelle der Tragketten eiserne Fachwerkkonstruktionen verwendet wurden, und die Albert Bridge in London, bei der Tragseile mit schrägen Ketten kombiniert wurden.

### Pylone
Die Pylone der ersten echten Ketten-Hängebrücke, der tibetischen Chagsam-Brücke, bestanden aus großen gemauerten, kegelförmigen Pfeilern. Die ersten kleinen europäischen Kettenbrücken hatten an beiden Enden je zwei gusseiserne Pfeiler, die in der Regel durch eine Querverbindung versteift waren. Fast alle weiteren, größeren Kettenbrücken hatten mächtige Mauerwerkspfeiler, die meist in Form eines großen Torbogens ausgeführt waren.

### Tragketten
In der Regel sind zu beiden Seiten des Fahrbahnträgers mehrere Tragketten dicht nebeneinander angeordnet, die häufig auch ihre eigenen Bolzenverbindungen haben. Damit soll vermieden werden, dass der Bruch eines Kettengliedes oder eines Bolzens zum Einsturz der Brücke führt, was bei der Broughton Suspension Bridge, der Silver Bridge über den Ohio River oder der Brücke in Great Yarmouth geschah.

### Fahrbahnträger
Der Fahrbahnträger einer Kettenbrücke unterscheidet sich praktisch nicht von dem einer frühen Hängebrücke. Die ursprüngliche Methode, an den Hängern Querbalken zu befestigen und auf ihnen Bretter in Längsrichtung zu verlegen, führte zu erheblichen Schwingungen. Deshalb wurden ebenso wie bei der Hängebrücke versteifte Fahrbahnträger verwendet.

### Wirtschaftliche Bedeutung
Die Kettenbrücke ermöglichte erstmals den Bau von Spannweiten, die die von Holz- oder Steinbrücken bei weitem übertrafen. Gleichzeitig konnten die Baukosten wie auch die Bauzeit deutlich gesenkt werden.

## Geschichte

### Vorgeschichte
Hängebrücken waren – abgesehen von den Fußgängerbrücken aus natürlichen Materialien – ursprünglich fast immer Kettenbrücken, weil geschlagene Drahtseile erst 1834 von Oberbergrat Julius Albert in Clausthal erfunden wurden und Eisen und insbesondere Draht anfänglich noch nicht in so gleichbleibender Qualität hergestellt werden konnte, dass man Paralleldrahtseile im Brückenbau eingesetzt hätte.
Eine chinesische Brücke mit zwanzig Ketten und einer Spannweite von 60 bis 70 m, die angeblich im Jahr 65 n. Chr. in Yunnan gebaut worden sein soll, wird von manchen Autoren als erste Kettenbrücke angesehen. Sie ist wohl nur aus einem 1667 veröffentlichten Bericht von Athanasius Kircher bekannt, der selbst betont, dass es sich um eine Überlieferung handele.
Die Twärrenbrücke, die um 1220 den Weg durch die schweizerische Schöllenenschlucht erschloss, war keine Brücke, sondern ein mit Ketten an einer fast senkrechten Felswand befestigter Holzsteg.
In Moustiers-Sainte-Marie wurde wohl im 13. Jahrhundert eine aus nichtrostendem Eisen bestehende 135 m lange Kette zwischen zwei Felsspitzen gespannt, um einen Stern über dem französischen Bergdorf erscheinen zu lassen.
Die ersten nachweisbaren Kettenbrücken waren wohl die von dem buddhistischen Philosoph und Brückenbauer Thangtong Gyelpo in Tibet und Bhutan ebenfalls aus nichtrostendem Eisen erbauten Kettenbrücken. Deren wichtigste war die 1430 erbaute Chagsam-Brücke über den Yarlung Tsangpo (Brahmaputra) mit einer Spannweite von ca. 137 m. Diese Brücken existierten bis in die Neuzeit und existieren zum Teil immer noch.
In Europa stellte Fausto Veranzio in seinen 1616 veröffentlichten Machinae Novae zwei Skizzen nicht ganz ausgereifter Kettenbrücken vor.

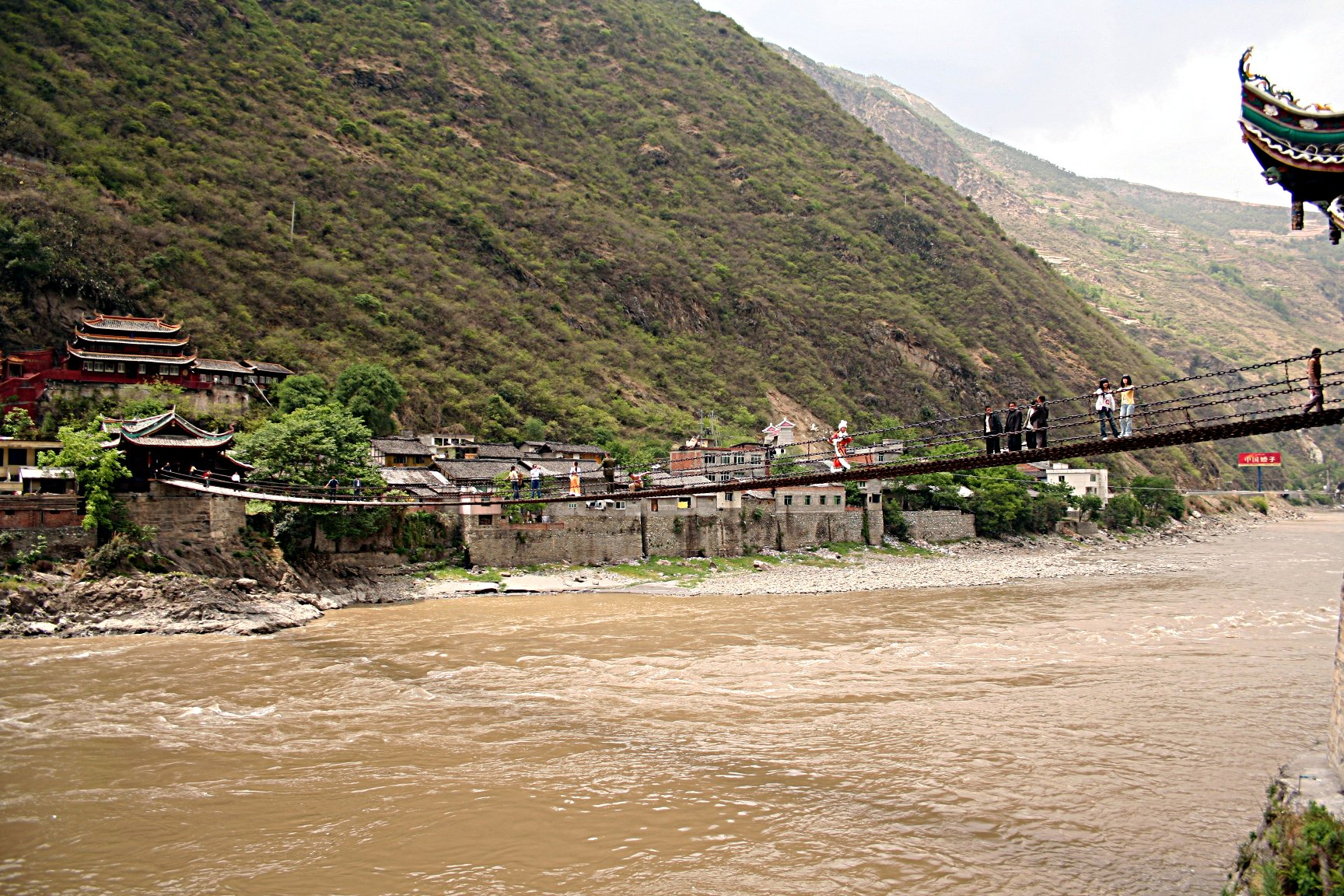
Luding-Brücke

Die 1706 errichtete Luding-Brücke in Sichuan, China wird bis heute benutzt.
Ippolito Desideri verfasste nach seinem Aufenthalt in Tibet von 1715 bis 1721 zwar sein großes Werk Bericht über Tibet, in dem auch die Chagsam-Brücke erwähnt wird. Aufgrund des Streits zwischen den Jesuiten und den Kapuzinern über die Zuständigkeit für Tibet durfte das Manuskript aber nicht veröffentlicht werden und verschwand bis zum Ende des 19. Jahrhunderts in den Archiven der Jesuiten und einer privaten Sammlung.
1726 veröffentlichte Jacob Leupold eine Abbildung einer Kettenbrücke mit dem Titel Eine der wundersamen Ketten Brücken in Sina welche bey der Statt Kingtung mit Brettern auf 20 eisernen Ketten von einer Bergspitze zur anderen gebauet, die tatsächlich wundersam erscheint, als kein Grund ersichtlich ist, zwei Bergspitzen durch eine Brücke zu verbinden.
Jean-Baptiste Du Halde beschreibt in seinem 1735 veröffentlichten und 1736 neuaufgelegten Werk  Description de la Chine et de la Tartarie chinoise (Beschreibung Chinas und der chinesischen Tartarei) eine Kettenbrücke mit vier Tragketten und einigen Verbindungsketten in der Provinz Koei tcheou.

« Le Pont de fer, comme on l’appelle, qui est sur le grand chemin d’Yun nan dans le Koei tcheou, est l’ouvrage d’un Général Chinois, dont on voit le nom sur une grande piéce de marbre quand on a passé le Pan ho; c’est un torrent qui n’est pas grand, mais dont le lit est fort profond, Sur chaque bord on a bâti und grande porte entre deux grands massifs de maçonnerie de six à sept pieds de large sur dix-sept à dix-huit de hauteur. De chaque massif Oriental pendent quatre chaînes à grands anneaux, qui sont attachez sur les massifs opposez de la rivière Occidentale, & jointes ensemble par de petites chaînes qui en font comme un retz à grand maille. On a jetté dessus de grosses planches liées les unes après les autres. Mais comme elles se trouvent encore à quelques pas loin de la porte, à cause de la courbure des chaînes qui font ventre, sur-tout lorsqu’elles sont chargées, on a attaché au plein pied de la porte des consoles, qui soutiennet un plancher, lequel aboutit jusqu’aux planches portées par les chaînes. On a élevé sur les bords de ces aix de petits pilastres de bois, qui soutiennent un petit toict de même matiére continué jusqu’à l’un & l’autre bord, & appuyant ses bouts sur les massifs. »

„Die Eisenbrücke, wie sie genannt wird und die sich auf dem großen Weg von Yunnan nach Kweichou (Anm.: ein Teil des heutigen Guizhou) befindet, ist das Werk eines chinesischen Generals, dessen Name auf einer großen Marmortafel nach der Überquerung des Pan ho steht. Der reißende Fluss ist nicht groß, hat aber ein sehr tief liegendes Bett. An jedem Ufer hat man ein großes Tor zwischen zwei großen, sechs bis sieben Fuß breiten und siebzehn bis achtzehn Fuß hohen Mauerwerksblöcken gebaut. An jedem der westlichen Blöcke hängen vier Ketten mit großen Kettengliedern, die an den östlichen Blöcken am anderen Ufer befestigt sind und untereinander durch kleine Ketten verbunden sind und so eine Art großmaschiges Netz bilden. Darauf hat man dicke, miteinander verbundene Bretter gelegt. Wegen des Durchhangs der Ketten, vor allem wenn sie belastet sind, enden diese Bretter wenige Schritte vor den Toren. Man hat deshalb vor der Schwelle der Tore Konsolen angebracht, auf denen ein Brett liegt, das bis zu den auf den Ketten liegenden Brettern reicht. An den Ufern dieses Gewässers hat man kleine Holzpfeiler errichtet, die ein kleines ebenfalls hölzernes Dach tragen, das von einem zum anderen Ufer reicht und sich mit seinen Enden an den Mauerwerksblöcken abstützt.“

Er berichtet von einer weiteren im Ort King Tong Fou in der Provinz Yunnan, bei der er besonders die furchteinflößenden Schwingungen bei der Benutzung durch mehrere Personen erwähnt.

« A son Occident se trouve un de ces Ponts que j’ai décrit ailleurs, qui sont appuyez sur des chaines de fer. La vue des précipices, & l’agitation du Pont, lorsque plusieurs personnes y passent ensemble, ne manquent pas d’effrayer ceux qui y marchent pour la première fois. »

„Am westlichen Stadtrand befindet sich eine der Brücken, die ich weiter oben beschrieben habe und die auf Eisenketten abgestützt sind. Der Blick in den Abgrund und die Bewegung der Brücke, wenn mehrere Personen sie gleichzeitig benutzen, verfehlen nicht, diejenigen in Angst zu versetzen, die sie zum ersten Mal benutzen.“

### Erste westliche Kettenbrücken
Die erste Kettenbrücke in Europa war die ungefähr 1741 über den Tees in Nordengland gebaute Winch Bridge. Die etwa 21 m lange und 61 cm breite Spannbandbrücke unterhalb des Low Force Wasserfalles etwa zwei Meilen nördlich von Middleton-in-Teesdale diente vor allem Bergarbeitern als Zugang zu einer nahegelegenen Mine. Sie stürzte 1802 ein, wurde wieder aufgebaut und 1830 durch eine Hängebrücke mit Tragketten ersetzt.
In Philadelphia, Pennsylvania, USA schlug Thomas Gilpin 1774 vor, den Schuylkill River mit einer Kettenbrücke nach Art der chinesischen Spannbandbrücken mit einer Spannweite von 100 m zu überqueren; es blieb jedoch bei dem Vorschlag.
Die Stadt Weilburg an der Lahn verlor 1784 durch ein Hochwasser die Brücke für die Rohre der Wasserversorgung. In der Not spannte man zunächst eine, später insgesamt acht eiserne Stangenketten über die Lahn, an der die Wasserrohre aufgehängt wurden.
Im Wörlitzer Park wurde in den 1780er und 1790er Jahren eine Kettenbrücke gebaut, die zwischen künstlichen Felsen einen kleinen Kanal überspannt. Die Schwankungen der sehr leichten Konstruktion waren gewollt, um beim Besucher der Romantischen Partie des Parks intensive sinnliche Empfindungen zu wecken.
Die Parkanlage Steinfurter Bagno bei Burgsteinfurt erhielt 1794 eine Kettenbrücke.

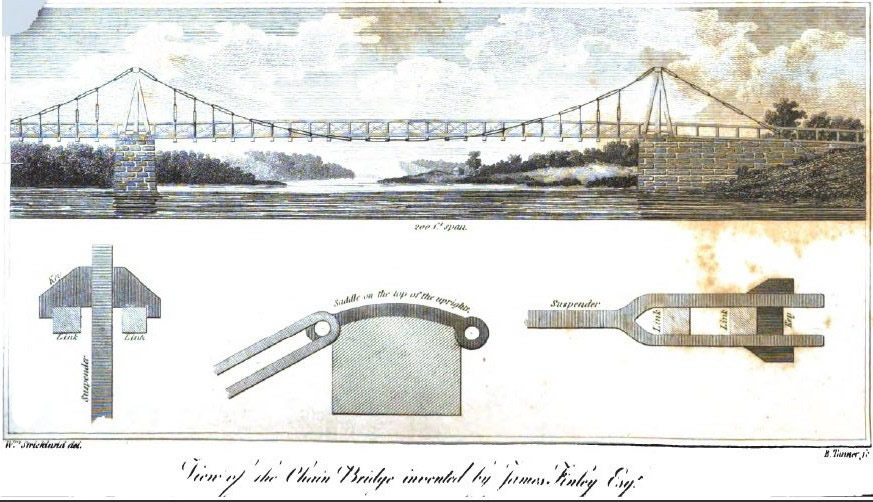
Ansicht einer Kettenbrücke von James Finley

James Finley baute 1801 die Jacob’s Creek Bridge mit einer Spannweite von 21 m zwischen Uniontown und Greensburg in Fayette County (Pennsylvania), USA. Sie war nach der tibetischen Chagsam-Brücke die erste echte Hängebrücke, bei der zwei Tragketten über Pylone geführt werden und das horizontal verlaufende Brückendeck an den Tragketten befestigt ist. Es fällt auf, dass die Tragketten der Jacob’s Creek Bridge bis unter das Brückendeck reichen, so dass die 3,80 m breite Fahrbahn teils von den Ketten getragen, teils an ihnen aufgehängt ist. Die Jacob’s Creek Bridge war die erste Hängebrücke, die von Fahrzeugen benutzt werden konnte. Sie gilt als Vorläufer aller modernen Hängebrücken. Finley errichtete weitere ähnlich konstruierte Brücken, darunter die mit einer Spannweite von 61 m deutlich größere Kettenbrücke bei Falls of Schuylkill, die er sich patentieren ließ. Finley hatte jedoch Schwierigkeiten, sich mit der neuen Technik gegenüber den weitverbreiteten Holzfachwerkbrücken durchzusetzen, die aus einem billigeren Material bestanden, mit dessen Verarbeitung es lange Erfahrungen gab. Er konnte auch nicht verhindern, dass Dritte unsachgemäße Vereinfachungen vornahmen, was zu Einstürzen führte. Infolge der Napoleonischen Kriege hatte James Finley auch kaum Einfluss auf die europäische Entwicklung.
In Schottland versuchte man 1817 mit der Dryburgh Bridge eine Art Schrägketten-Brücke, die aber schon nach kurzer Zeit einstürzte und für den weiteren Brückenbau eher abschreckende Wirkung hatte.
In England bemühte man sich um die Verbesserung des Materials. Captain Samuel Brown und die Herren Brunton nahmen in London eine hydraulische Prüfanlage in Betrieb, die bis zu 100 Tonnen Zugkraft hatte und damit erstmals zuverlässige Erkenntnisse über die Materialeigenschaften ermöglichte. William Hawks und Samuel Brown entwickelten zwischen 1805 und 1818 verbesserte Augenstäbe mit gelochten bzw. geschmiedeten Augen.

### Hauptphase der Kettenbrücken
1820 eröffnete Samuel Brown die Union Bridge an der schottisch-englischen Grenze, die erste Hängebrücke in Europa, die auch von Fuhrwerken benutzt werden konnte. Sie ist gleichzeitig die älteste Hängebrücke, die noch vom Straßenverkehr genutzt wird.
Claude Navier veröffentlichte 1823 eine erste grundlegende Abhandlung über Hängebrücken, die bald ins Deutsche übersetzt und 1830 neu aufgelegt wurde.
In Deutschland wurde 1824 der Kettensteg in Nürnberg eröffnet, die älteste, allerdings mehrmals sanierte Kettenbrücke auf dem europäischen Kontinent. Wenig später wurde die Rotundenbrücke über den Donaukanal in Wien für die Benutzung durch Fußgänger und Pferde freigegeben. 1827 folgte die Kettenbrücke über die Malapane in der gleichnamigen oberschlesischen Industriestadt und 1833 die Hängebrücke Weimar. 

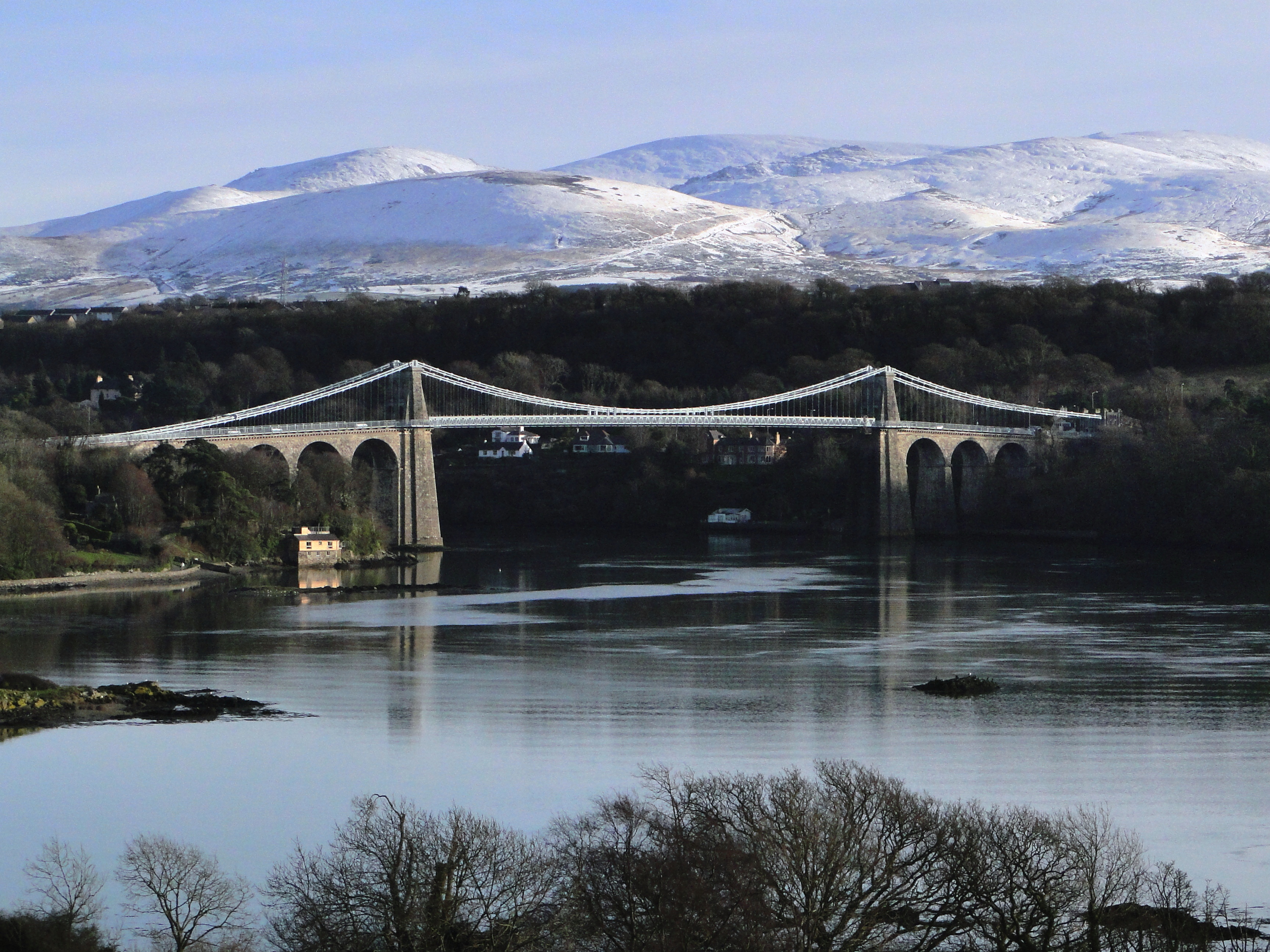
Menai-Brücke, Wales, UK

Thomas Telford, der unter anderem mit dem Bau der Straße von Chester nach Bangor beauftragt war, stellte 1826 die Menai-Brücke von Wales nach Anglesey fertig, die schon 1819 begonnen worden war. Sie übertraf mit ihrer Spannweite von 176 m und einer Durchfahrtshöhe von 30 m alle zuvor erstellten Brücken dieses Konstruktionstyps. Kurz darauf folgte im Zuge derselben Straße die ebenfalls von ihm gebaute Conwy Suspension Bridge.
Der Baumeister Wilhelm von Traitteur wurde bekannt durch seine Kettenbrücken, die er insbesondere in St. Petersburg errichtete.
In der Habsburgermonarchie wurden zwischen 1824 und 1864 verschiedene Kettenbrücken von Friedrich Schnirch errichtet. 1833–1880 stand die Ferdinand-Kettenbrücke in Graz (heute: Keplerbrücke).

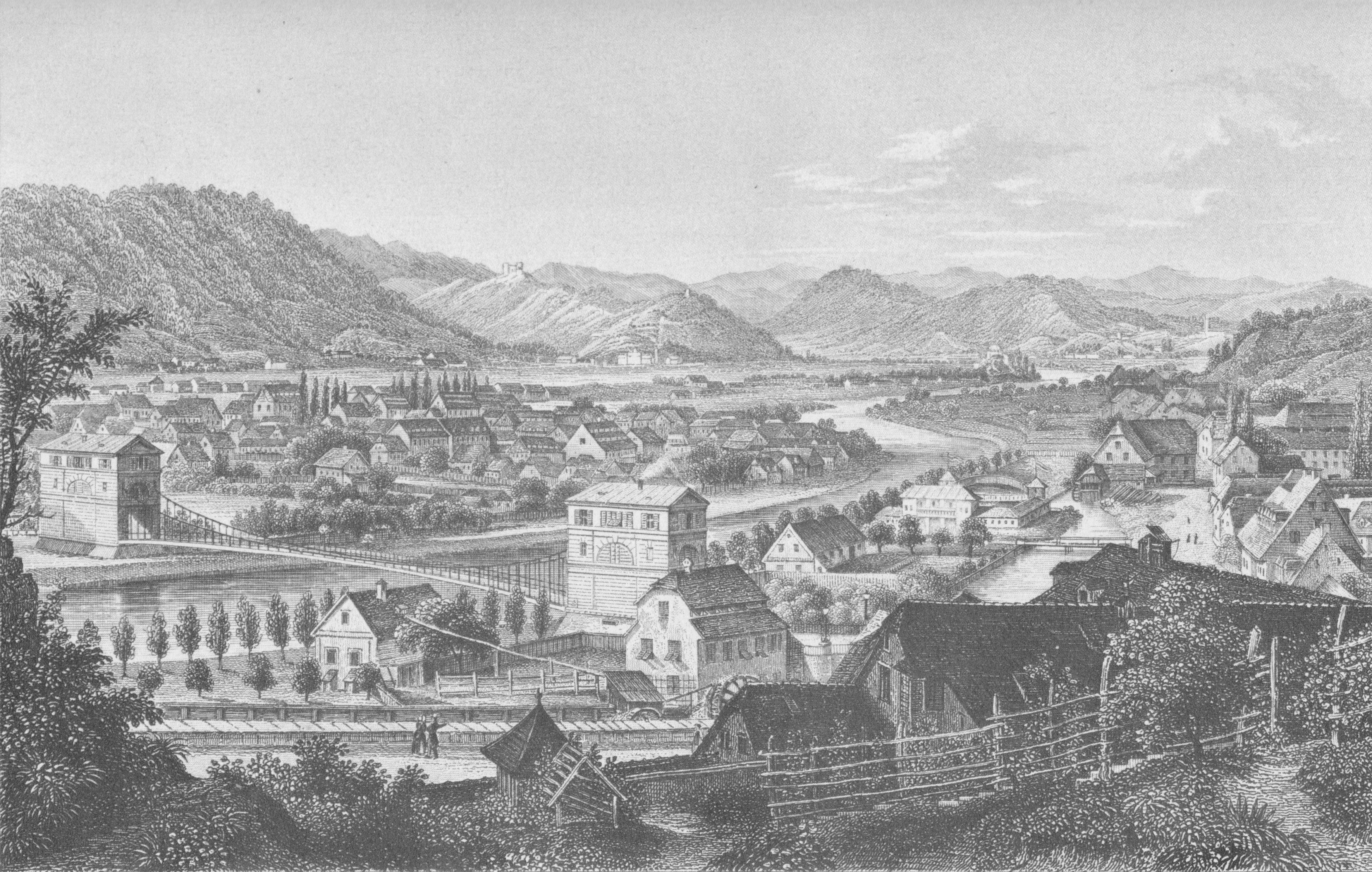
Ferdinand-Kettenbrücke (1833/1836–1880), Graz, Grafik von Conrad Kreuzer, der in einem der Brückenkopfgebäude wohnte

Damit hatte diese Bauweise ihren Durchbruch in den meisten europäischen Ländern erreicht. Eine Reihe weitere Kettenbrücken entstanden, wie z. B. die Ägyptische Brücke in Sankt Petersburg, die Kettenbrücke in Malapane in Schlesien, die Friedrich-Wilhelm-Brücke in Mülheim (1844–1909), die Neckarbrücke in Mannheim (1845) und die Weserbrücke (Porta Westfalica) (1865) oder die von William Tierney Clark in London gebaute Hammersmith Bridge mit der nächsten Rekordspannweite von 210 m. Lediglich in Frankreich wurden kaum Kettenbrücken gebaut, da dort unter dem Einfluss von Marc Seguin fast ausschließlich Drahtseil-Hängebrücken errichtet wurden.

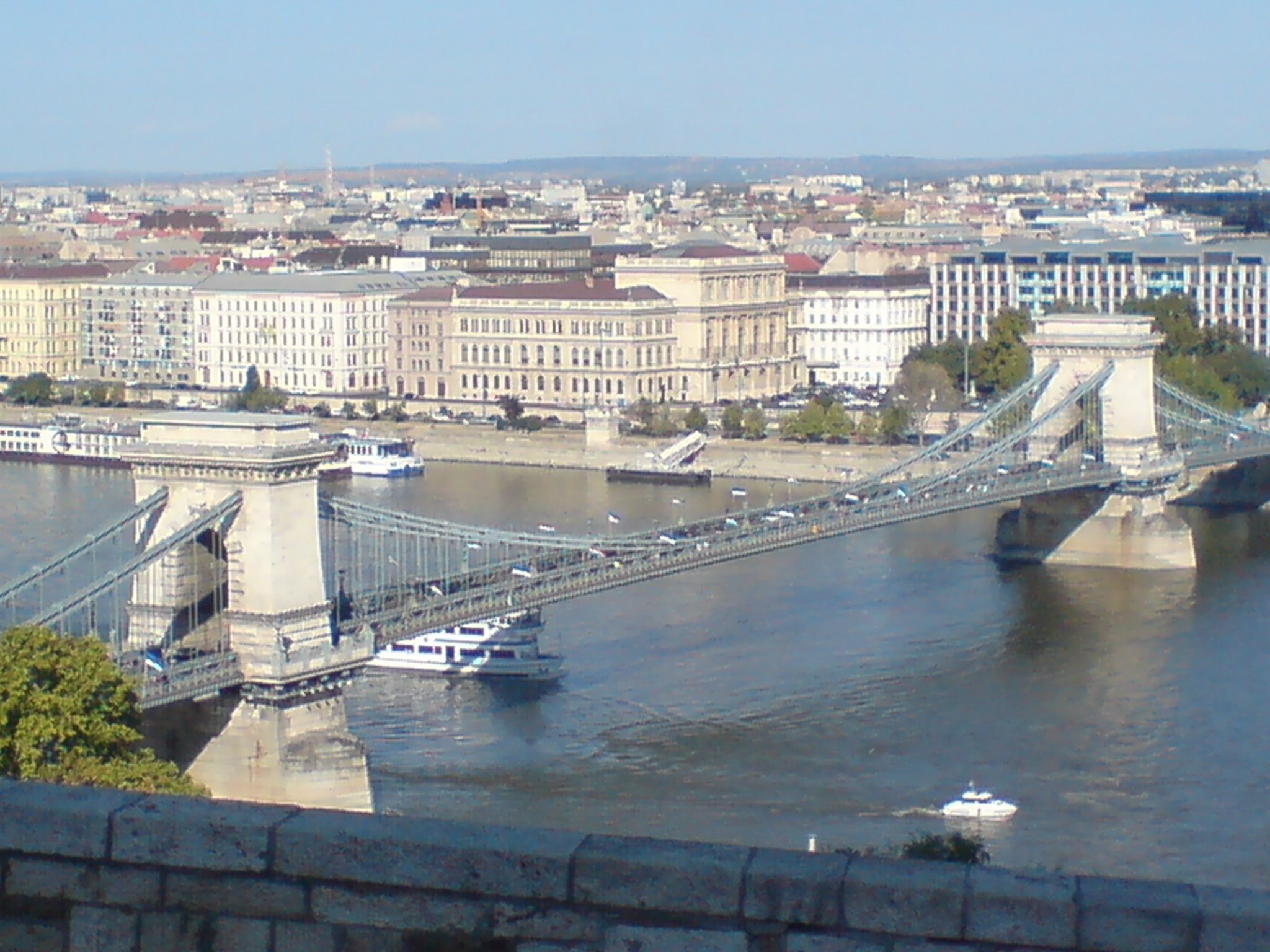
Széchenyi-Kettenbrücke, Budapest

Zu den bedeutenden weiteren Brücken gehören die 1849 eröffnete, ebenfalls von William Tierney Clark ausgeführte Széchenyi-Kettenbrücke über die Donau in Budapest mit einer Spannweite von 202 m, die Kaiserin-Elisabeth-Brücke über die Elbe in Tetschen (Děčín) im heutigen Tschechien und die Nikolaus-Kettenbrücke in Kiew, die den Dnepr in vier hintereinanderliegenden Feldern mit Spannweiten von je 143 m und einer Länge von insgesamt 776 m überquerte.
Die 1860 in Betrieb genommene Verbindungsbahnbrücke über den Wiener Donaukanal war die erste Eisenbahnbrücke in der Form einer „unechten“, rückverankerten Kettenbrücke.
Der bereits 1831 von Isambard Kingdom Brunel begonnene Bau der Clifton Suspension Bridge in Bristol konnte nach vielfältigen Schwierigkeiten 1864 vollendet werden. Sie hat eine Stützweite von 214 m.
Nachdem in Aarau (CH) die Holzbrücke bei Hochwasser (Aare) immer wieder zerstört worden war, beschloss der Gemeinderat, diese durch eine Kettenbrücke zu ersetzen. Sie wurde 1850 eröffnet, aber 1948 durch eine solche aus Beton ersetzt (siehe Kettenbrücke (Aarau)).
1868 wurde in Prag die nach dem System von Rowland Mason Ordish geplante Franz-Joseph-Brücke / Eliščin most (Elisenbrücke) eröffnet, eine Kettenbrücke mit schrägen Ketten nach Art der späteren Schrägseilbrücken. Nach demselben System wurde anschließend die Albert Bridge in London gebaut, die allerdings nicht sehr erfolgreich war und mehrfach nachgebessert werden musste.
Mit dem Bau der 1894 eingeweihten Tower Bridge in London, einer in dieser Form wohl einzigartigen kombinierten Hänge- und Klappbrücke, und der 1903 eröffneten Elisabethbrücke in Budapest hatte die Zeit der Kettenbrücken wohl ihren Höhepunkt erreicht.
Aus der späteren Zeit sind insbesondere zu nennen die damalige Kaiserbrücke (Breslau) (1910) (heute Grunwaldbrücke in Wrocław) und die Deutzer Hängebrücke, einer 1915 eröffneten rückverankerten Kettenbrücke, sowie die ebenfalls rückverankerten Three Sisters in Pittsburgh, Pennsylvania, die in den Jahren 1924–1928 über den Allegheny River gebaut wurden. Die 1926 fertiggestellte Hercílio-Luz-Brücke in Brasilien hat mit 339,5 m die größte Spannweite aller Kettenbrücken weltweit. Die zwei Jahre danach gebaute Silver Bridge über den Ohio River ist ihr ähnlich. Die letzten großen Kettenbrücken waren wohl die 1937 eröffnete Wiener Reichsbrücke und die 1938 fertiggestellte Krimbrücke in Moskau.

### Nachläufer

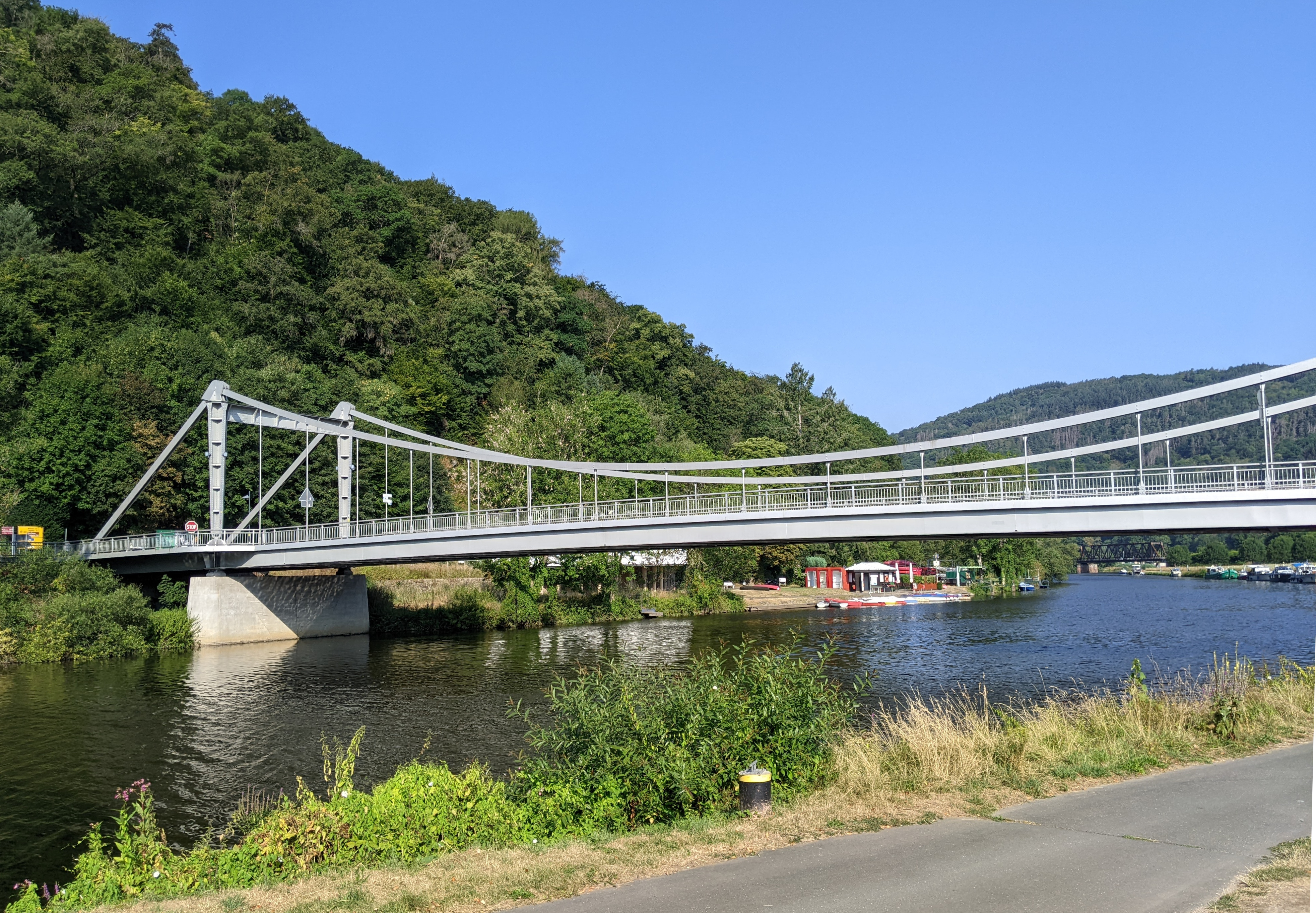
Kettenbrücke in Nassau

1992 wurde in München die Kettenbrücke Neuperlach gebaut, um einen Fuß- und Radweg über eine vierspurige Straße zu führen. Seit 2002 gibt es im Zuge des Neckartal-Radwegs zwischen Pliezhausen und Mittelstadt eine Kettenbrücke. 2005 wurde in Nassau eine rückverankerte Kettenbrücke über die Lahn eröffnet, deren Bauform gewählt wurde, um das seit langem gewohnte Stadtbild mit einer Kettenbrücke zu bewahren. Schließlich folgte 2010 in Bamberg ein Neubau, der mit einer schmiedeeisernen Kettenbrücke, die von 1829 bis 1891 stand, einen historischen Vorläufer hatte.

### Straßenbenennungen
In Wien ist die Kettenbrückengasse nach der 1828–1915 existierenden Kettenbrücke (später umbenannt auf Rudolfsbrücke) über den Wienfluß benannt, der Fluss wurde dann überbaut, hier liegt die U-Bahn-Station Kettenbrückengasse.
In Deutschland gibt es eine Kettenbrückstraße sowohl in Bamberg als auch in Nassau (Lahn). In Mülheim an der Ruhr wurde 1844 eine Kettenbrücke (bis 1909; heute: Schloßbrücke) gebaut und existierte (zumindest 1872 bis 1892) eine Kettenbrück(en)straße (heute etwa: Leineweberstraße).